# Neivamyrmex ectopus
Neivamyrmex ectopus é uma espécie de formiga do gênero Neivamyrmex.